# Tạ Nhân
Tạ Nhân là một sĩ quan cấp cao trong Quân đội nhân dân Việt Nam, hàm Trung tướng, ông nguyên là Phó Chủ nhiệm Thường trực Ủy ban Kiểm tra Quân ủy Trung ương.

## Thân thế và binh nghiệp
Năm 2008, ông được bổ nhiệm làm Chính ủy Bộ chỉ huy quân sự tỉnh Quảng Ngãi
Năm 2010, ông là Phó Chủ nhiệm Chính trị Quân khu 5
Năm 2012, giữ chức Chủ nhiệm Chính trị Quân khu 5
Năm 2013, ông được thăng quân hàm Thiếu tướng.
Tháng 8 năm 2016, ông được điều động ra nhận nhiệm vụ tại Ủy ban Kiểm tra Quân ủy Trung ương.
Tháng 1 năm 2017, ông được bổ nhiệm giữ chức Phó Chủ nhiệm Thường trực Ủy ban Kiểm tra Quân ủy Trung ương.
Trung tướng (2017).